# Stypandra
Stypandra je biljni rod od dvije vrste geofita iz porodice čepljezovki i Australije i Nove Kaledonije.
Rod je opisan 1810.

## Vrste
1. Stypandra glauca R.Br.
2. Stypandra jamesii Hopper

## Sinonimi
- Styponema Salisb.